# Инвазија на Лингејан залив
Инвазија на залив Лингејан (Paglusob sa Golpo ng Lingayen), 6 − 9. јануара 1945. године, била је савезничка амфибијска операција на Филипинима током Другог светског рата. Рано ујутро 6. јануара 1945, велике савезничке снаге којима је командовао адмирал Џеси Б. Олдендорф почеле су да се приближавају обалама Лингејена. Ратни бродови Америчке морнарице и краљевске аустралијске морнарице почели су три дана бомбардовати сумњиве јапанске положаје дуж обале Лингејан са свог положаја у заливу Лингејан. 
9. јануара, америчка 6. армија искрцала се на 32 км дугачку плажу између градова Лингејан и Сан Фабиан.

## Позадина
Током Другог светског рата залив Лингејан показао се стратешки важним положејем у рату између америчких и јапанских снага. 
22. децембра 1941. јапанска 14. армија - под вођством генерал потпуковника Масахаруа Хоме искрцала се на источни део залива код Агоа, Кабе, Сантјага и Бауанга, где су ушли у низ релативно мањих окршаја са браниоцима, који су се састојали од слабо опремљеног контингента претежно америчких и филипинских трупа. Напад је успео је јапанска 14. армија је успела да заузме залив. 
Сутрадан након пораза генерал Даглас Макартур издао наредбу за повлачење са Лузона на полуострво Батан. Следеће три године залив је остао под јапанском окупацијом све до десанта на залив Лингејан који је изведен од 6. јануара до 9. јануара 1945. године.

## Операције
Тешка бомбардовања јапанских положаја са мора и из ваздуха, посебно аеродрома, започела су 6. јануара 1945.. 7. јануара, као одговор на америчке бомбашке нападе, америчке базе напале су камиказе.
У 09:30, 9. јануара 1945, јединице 6. армије под командом Валтера Кругера, уз подршку морнаричке артиљерије, почеле су десант у залив Лингаен, готово не наилазећи на отпор. Током следећих неколико дана Американци су искрцали на то подручје 203.608 војника. Заузети су градови Суал, Лингаен, Дагупан и Сан Фабиан који су дошли под контролу 1. армијског корпуса. Тако се догодило да су снаге којима је располагао Двајт Д. Ајзенхауер у Европи биле мање од оних под заповедништвом Макартура у том подручју. Након заузимања приморских градова, Американци су почели постепено да се крећу према унутрашњости.
Упркос општем успеху и заробњавању јапанских снага које су тамо биле смештене, савезници су претрпели релативно велике губитке, углавном као резултат напада камиказа. У периоду од 4. до 12. јануара потопљена су укупно 24 брода, још 67 је оштећено, укључујући бојне бродове УСС Мисисипи, Нови Мексико и Колорадо који је оштећен пријатељском ватром, тешку крстарицу ХМАС Аустралиа, лаку крстарицу УСС Колумбија и разараче УСС Лонг и УСС Ховеи. После тога, Лингејан је претворен у базу за снабдевање, која је служила Американцима до краја непријатељстава, посебно присуство базе у Лингајену допринело је савезничкој победи у бици за Лузон.

## Бродови оштећени у заливу Лингејан
Следе бродови савезничких морнарица оштећени и потопљени приликом напада камиказа између 3. и 13. јануара 1945. у бици код залива Лингејан.
Готово сви бродови били су амерички, осим оних које је ХМАС одредио за бродове британског комонвелта или СС Либерти трговачни бродови, којима су обично управљали амерички трговачки маринци. Ти бродови погођени више пута имају број у загради десно од имена брода. Звездица означава потопљени брод. Време у табели је у поморском војном времену.
| Бродови оштећени и потопљени од камиказа у заливу Лингејан, 3-13. јануара 1945 |       |                        |                            |                   |           |         |
| Дан                                                                            | Време | Брод                   | Тип                        | Штета             | Погинулих | Рањених |
| 3 Jan 1945                                                                     | 0728  | USS Cowanesque         | Танкер                     | Мало оштећен      | 2         | 1       |
| 3 Jan 1945                                                                     | 1712  | *USS Ommaney Bay       | Пратећи носач              | Потопњен (Исечен) | 93        | 65      |
| 5 Jan 1945                                                                     | 1651  | USS Helm               | Разарач                    | Мало оштећен      | 0         | 6       |
| 5 Jan 1945                                                                     | 1706  | USS Louisville (1)     | Тешка крстарица            | Умерено оштећен   | 1         | 59      |
| 5 Jan 1945                                                                     | 1735  | HMAS Australia (1)     | Тешка крстарица            | Мало оштећен      | 30        | 46      |
| 5 Jan 1945                                                                     | 1735  | HMAS Arunta            | Разарач                    | Мало оштећен      | 2         | 4       |
| 5 Jan 1945                                                                     | 1739  | USS Apache             | Тегљач флоте               | Мало оштећен      | 0         | 3       |
| 5 Jan 1945                                                                     | 1740  | USS LCI-(G)-70         | Мали носач трупа           | Умерено оштећен   | 6         | 9       |
| 5 Jan 1945                                                                     | 1745  | USS Manilla Bay        | Пратећи носач              | Умерено оштећен   | 32        | 56      |
| 5 Jan 1945                                                                     | 1750  | USS Savo Island        | Пратећи носач              | Занемарљиво       | 0         | 0       |
| 6 Jan 1945                                                                     | 1105  | USS Alan M. Sumner     | Разарач                    | Јако оштећен      | 14        | 29      |
| 6 Jan 1945                                                                     | 1145  | USS Richard P. Leary   | Разарач                    | Мало оштећен      | 0         | 1       |
| 6 Jan 1945                                                                     | 1159  | USS New Mexico         | Бојни брод                 | Мало оштећен      | 30        | 87      |
| 6 Jan 1945                                                                     | 1201  | USS Walke              | Разарач пратилац           | Јако оштећен      | 13        | 34      |
| 6 Jan 1945                                                                     | 1215  | *USS Long              | Разарач/Миноловац          | Потопљен          | 1         | 35      |
| 6 Jan 1945                                                                     | 1252  | USS Brooks             | Разарач транспортни        | Јако оштећен      | 3         | 11      |
| 6 Jan 1945                                                                     | 1424  | USS Columbia           | Лака крстарица             | Мало оштећен      | 0         | 1       |
| 6 Jan 1945                                                                     | 1427  | USS O'Brien            | Разарач                    | Умерено оштећен   | 0         | 0       |
| 6 Jan 1945                                                                     | 1437  | USS Minneapolis        | Тешка крстарица            | Мало оштећен      | 0         | 2       |
| 6 Jan 1945                                                                     | 1545  | USS Orca               | Транспорт уља              | Мало оштећен      | 0         | 4       |
| 6 Jan 1945                                                                     | 1720  | USS California         | Бојни брод                 | Мало оштећен      | 45        | 151     |
| 6 Jan 1945                                                                     | 1720  | USS Newcomb            | Разарач                    | Мало оштећен      | 2         | 15      |
| 6 Jan 1945                                                                     | 1729  | USS Columbia (2)       | Лака крстарица             | Јако оштећен      | 13        | 44      |
| 6 Jan 1945                                                                     | 1730  | USS Louisville (2)     | Тешка крстарица            | Јако оштећен      | 32        | 56      |
| 6 Jan 1945                                                                     | 1732  | USS Southard           | Разарач/Миноловац          | Умерено оштећен   | 0         | 6       |
| 6 Jan 1945                                                                     | 1734  | HMAS Australia (2)     | Тешка крстарица            | Озбиљно оштећен   | 14        | 26      |
| 7 Jan 1945                                                                     | 0430  | *USS Hovey             | Разарач/Миноловац          | Потопљен          | 46        | 3       |
| 7 Jan 1945                                                                     | 1835  | *USS Palmer            | Разарач/Миноловац          | Потопљен          | 28        | 38      |
| 8 Jan 1945                                                                     | 0545  | USS LST-912            | Десантни брод              | Мало оштећен      | 4         | 3       |
| 8 Jan 1945                                                                     | 0720  | HMAS Australia (3)     | Тешка крстарица            | Мало оштећен      | 0         | 0       |
| 8 Jan 1945                                                                     | 0739  | HMAS Australia (4)     | Тешка крстарица            | Јако оштећен      | 0         | 0       |
| 8 Jan 1945                                                                     | 0751  | USS Kadashan Bay       | Пратећи носач              | Озбиљно оштећен   | 0         | 3       |
| 8 Jan 1945                                                                     | 0755  | USS Callaway           | Велики транспотер за напад | Мало оштећен      | 29        | 22      |
| 8 Jan 1945                                                                     | 1857  | USS Kitkun Bay         | Пратећи носач              | Јако оштећен      | 17        | 36      |
| 8 Jan 1945                                                                     | 1903  | HMAS Westralia         | Велики носач трупа         | Мало оштећен      | 0         | 0       |
| 9 Jan 1945                                                                     | 0700  | USS Hodges             | Разарач пратилац           | Мало оштећен      | 0         | 0       |
| 9 Jan 1945                                                                     | 0745  | USS Columbia (3)       | Лака крстарица             | Озбиљно оштећен   | 24        | 68      |
| 9 Jan 1945                                                                     | 1302  | USS Mississippi        | Бојни брод                 | Мало оштећен      | 23        | 63      |
| 9 Jan 1945                                                                     | 1311  | HMAS Australia (5)     | Тешка крстарица            | Мало оштећен      | 0         | 0       |
| 10 Jan 1945                                                                    | 1710  | USS Le Ray Wilson      | Разарач пратилац           | Јако оштећен      | 6         | 7       |
| 10 Jan 1945                                                                    | 1915  | USS Du Page            | Велики транспотер за напад | Мало оштећен      | 32        | 157     |
| 12 Jan 1945                                                                    | 1658  | USS Gilligan           | Разарач пратилац           | Јако оштећен      | 12        | 13      |
| 12 Jan 1945                                                                    | 1727  | USS Richard W. Suesens | Разарач пратилац           | Незнатно оштећен  | 0         | 11      |
| 12 Jan 1945                                                                    | 753   | USS Belknap            | Разарач транспортни        | Јако оштећен      | 38        | 49      |
| 12 Jan 1945                                                                    | 1815  | USS LST-700 (1)        | Десантни брод              | Јако оштећен      | 0         | 6       |
| 12 Jan 1945                                                                    | 1250  | SS Otis Skinner        | Либерти брод теретни       | Јако оштећен      | 0         | 0       |
| 12 Jan 1945                                                                    | 1830  | SS Kyle V. Johnson     | Либерти брод теретни       | Јако оштећен      | 129       | 0       |
| 12 Jan 1945                                                                    | 1830  | USS LST-778            | Десантни брод              | Без оштећења      | 0         | 0       |
| 12 Jan 1945                                                                    | 1830  | SS David Dudley Field  | Либерти брод, теретни      | Мало оштећен      | 0         | 0       |
| 12 Jan 1945                                                                    | 1830  | SS Edward N. Wescott   | Либерти брод, теретни      | Знатно оштећен    | 0         | 13      |
| 13 Jan 1945                                                                    | 1810  | USS LST-700 (2)        | Десантни брод              | Јако оштећен      | 2         | 2       |
| 13 Jan 1945                                                                    | 1821  | USS Zeilin             | Велики транспотер за напад | Јако оштећен      | 8         | 32      |
| 13 Jan 1945                                                                    | 858   | USS Salamaua           | Пратећи носач              | Јако оштећен      | 15        | 88      |